# أدولفو زامورا كروز
أدولفو زامورا كروز هو سياسي مكسيكي، ولد في 12 نوفمبر 1949 في تاباتشولا في المكسيك. نشط حزبياً في الحزب الثوري المؤسساتي. وقد انتخب عضو مجلس النواب المكسيك ‏.